# Nueva Gaceta Renana. Revista político-económica

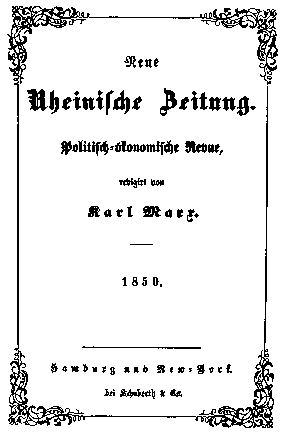
Neue Rheinische Zeitung. Politisch-ökonomische Revue. Hamburgo 1850

La Nueva Gaceta Renana. Revista político-económica (Neue Rheinische Zeitung. Politisch-ökonomische Revue) fue una revista mensual impulsada y dirigida por Karl Marx y Friedrich Engels, y editada en Hamburgo de enero a octubre de 1850. Le pusieron el mismo título que el diario que Marx dirigió en Colonia durante la Revolución alemana de 1848-1849 (la Nueva Gaceta Renana) y que tuvo que cerrar al ser desterrado por sus actividades revolucionarias. En la Neue Rheinische Zeitung. Politisch-ökonomische Revue se publicaron algunas obras importantes en la historia del marxismo: La Lucha de clases en Francia de 1848 a 1850 de Marx y La guerra de los campesinos y La campaña del Reich de Engels.
En el número de marzo Marx escribió sobre la «revolución permanente» que debía mantener el proletariado para pasar de la revolución política a la revolución social:

Mientras que la pequeña burguesía democrática quiere terminar la revolución lo más pronto posible, nosotros estamos interesados en, y obligados a, convertir la revolución en permanente, hasta que las clases más o menos poderosas sean apartadas del poder, hasta que el Gobierno sea conquistado por el proletariado; hasta que la asociación de los proletarios, no sólo en un país sino en todos los países del mundo, haya progresado lo suficiente para hacer cesar en esos países las rivalidades entre proletarios; hasta que las fuerzas productivas, por lo menos las más importantes, estén concentradas en manos de los proletarios.